# Petre S. Aurelian

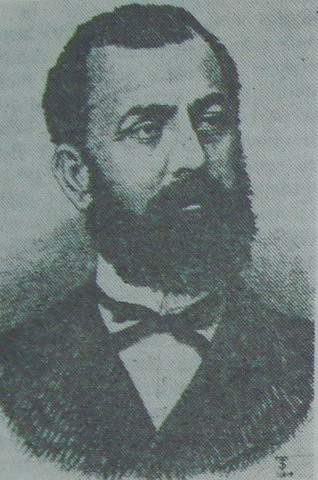

Petre S. Aurelian (Boekarest, 13 december 1833 - Boekarest, 24 januari 1909), was een Roemeens politicus.
Aurelian studeerde aan het Sint Sava College in Boekarest. Hij studeerde hierna van 1856 tot 1860 aan de École nationale supérieure d'Agronomie de Grignon. Na zijn terugkeer in Roemenië werkte hij als ingenieur op het ministerie van Openbare Werken en als hoogleraar aan de Landbouwschool van Pantelimon. Hij was ook als redacteur werkzaam van Monitorul en Agronomia.
Petre S. Aurelian behoorde tot de Nationaal-Kuberale Partij (PNL) en was minister van Openbare Werken (1877-1878; 1887-1888), Landbouw en Onderwijs (1882-1884). Van 2 december 1896 tot 12 april 1897 was hij minister-president. Tot slot was hij van 14 februari 1901 tot 16 juli 1902 minister van Binnenlandse Zaken.
Aurelian was sinds 1871 lid van de Roemeense Academie en van 1896 tot 1897 was hij president van de Roemeense Academie.
Aurelian overleed op 75-jarige leeftijd.